# Charlotte Calmis

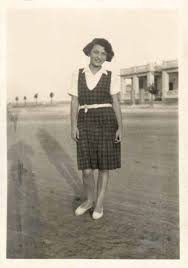
Charlotte Calmis dans l'Egypte de son adolescence

Charlotte Calmis, née le 29 juillet 1918 à Alep (Syrie), morte le 18 novembre 1982 à Paris, est une femme peintre, poétesse, féministe, fondatrice de l'association La Spirale en 1972.

## Biographie
Charlotte Calmis naît à Alep en Syrie en 1918, son père décède à ses deux ans. Sa mère se remarie ; et elles déménagent à Héliopolis en Égypte où elle reçoit une éducation religieuse chez les sœurs de Saint Vincent de Paul. Son beau père accepte de lui financer un voyage d'étude à Paris pour développer sa passion pour la peinture,.
Elle arrive dans la capitale française en 1937, et étudie auprès d’André Lhote et de Marcel Gromaire. Elle rencontre Lucien Pignon qui meurt sur le front le 7 juin 1940,.
D'origine juive, elle est forcée de se cacher durant la Seconde Guerre mondiale. Elle rencontre à Paris Tony Lazzarini avec qui elle fuit en Corse en 1942. Ils se marient en novembre 1942, et elle l'influence pour qu'il devienne sculpteur. Elle participe à la Libération de la Corse et organise une exposition "La Libération vue par les enfants" qui sera présentée à Alger au printemps 1944. Au sortir de la guerre, le couple s'installe à Saint-Tropez jusqu'à la mort de Tony en 1955. Charlotte déménage alors pour Menton et participe aux biennales de Menton jusqu'en 1969.
De retour en France après une tentative avortée de s'installer en Israël, les événements de mai 1968 et la fondation du mouvement de libération des femmes en 1970 attisent sa réflexion sur la place des femmes, la reconnaissance de leur création et de leur art. Filmée en 1981 par Gaelle Montlahuc, elle déclare à ce propos que « Les femmes se sont mal comprises, elles se sont culpabilisées vis-à-vis de la création. Il y a des tabous de civilisation qui ont banni chez la femme même le désir et le goût d'accéder à la création […] Il y a un art où la femme exprime autre chose. »
Elle fonde en 1972 le regroupement de femmes artistes (comme Jeanne Socquet) La Spirale à laquelle elle participe jusqu'à sa mort en 1982

## Œuvre
- Coudrage jaune, 1953, Serpillières en coton sur toile de jute et morceau de carton, sac de pommes de terre, 140 × 78 cm, Collection particulière
- Le souffle, la parole de feu, Huile sur toile, 1959- 1960, Collection particulière
- Carbonne 14, Huile sur toile, vers 1960, Collection particulière
- Pulvérisations, Huile sur toile, vers 1960, Collection particulière
- Cathédrale de Quimper, Craies, 1964, Collection particulière
- Qui est Juif, Russe, poète, collage Les Recherches de l'Identité n°2, 1974, Collection particulière
- L’Histoire, l’identité, le poète, collage des Recherches de l’identité n°12,1975, Collection particulière
- Autoportrait – La Femme dans la cité, 1976 Collage, 54 × 45,5 cm, Collection particulière
- Révolution culturelle, le malheur d’être Madame Mao, collage, 54 x 46 cm, 1981,S, D. Collection particulière

### Poésie
- Les Chants Roux de la femelle : Recueil de poèmes, Éditions St Germain des Prés, 1973
- « Gaïa - psaumes d'incarnation », Les Cahiers du Nouveau Commerce, nos 36-37,‎ 1977.
- (en) « Séraphine de Senlis »  (trad. Mary Guggenheim), Womanart, vol. 2, no 2,‎ hiver 1977 - 1978.
- « L'avant garde n'est pas où on la voit », Libération,‎ 13 juillet 1979
- « Le temps des cachots », Libération,‎ 15 mars 1979
- « Entre ombre et lumière : Histoire d'un portrait peint… ou pari sur un regard », Pénélope, no 3,‎ automne 1980
- « Mardi Bleu : poème et dessins », Correspondances, Munich, no 1,‎ 1982.
- Regards et autres écrits, Paris, Souffles d’Elles, 2004 (BNF 39196960)
- Gaïa et autres poèmes, édition présentée et annotée par Marie-Jo Bonnet, Interstices Éditions, collection Nos lisières, 2020.                              (ISBN 978-2-9567569-2-7).

## Musées et expositions
- Exposition Créatrices – L’émancipation des femmes par l’art, commissaire Marie-Jo Bonnet, Musée des Beaux-arts de Rennes, été 2019.
- Exposition : La vraie vie est ailleurs – Artistes femmes autour de Marta Pan : Simone Boisecq, Charlotte Calmis, Juana Muller, Vera Pagava, Judit Reigl. Musée des beaux-arts de Brest du 27 juin 2019 au 5 janvier 2020.

## Filmographie
- Points d'émergence, portraits de Charlotte Calmis, Vera Pagava et Aline Gagnaire, film de Carole Roussopoulos et Marie-Jo Bonnet, 1978.

https://www.institutfrancais.es/bilbao/evento/proyeccion-guggenheim-top-arte/